# Province de Suruga
Pour les articles homonymes, voir Suruga.

Carte des anciennes provinces du Japon avec Suruga mise en évidence.

La province de Suruga (駿河国, Suruga no kuni) est une ancienne province du Japon qui correspond à la partie est de l'actuelle préfecture de Shizuoka. Suruga était bordée par les provinces d'Izu, Kai, Sagami, Shinano et Totomi, et baignée par la baie de Suruga.
L'ancienne capitale était située près de l'actuelle ville de Shizuoka, qui était déjà la plus grande ville de la province à l'époque féodale.
Durant la majeure partie de la période Sengoku, la province était aux mains du clan Imagawa. Après que Imagawa Yoshimoto a été défait par Oda Nobunaga, les Imagawa furent détruits et la province prise par Takeda Shingen. Plus tard, Tokugawa Ieyasu assigna la province à l'un de ses alliés.